# 弗朗齊歇克礦泉村

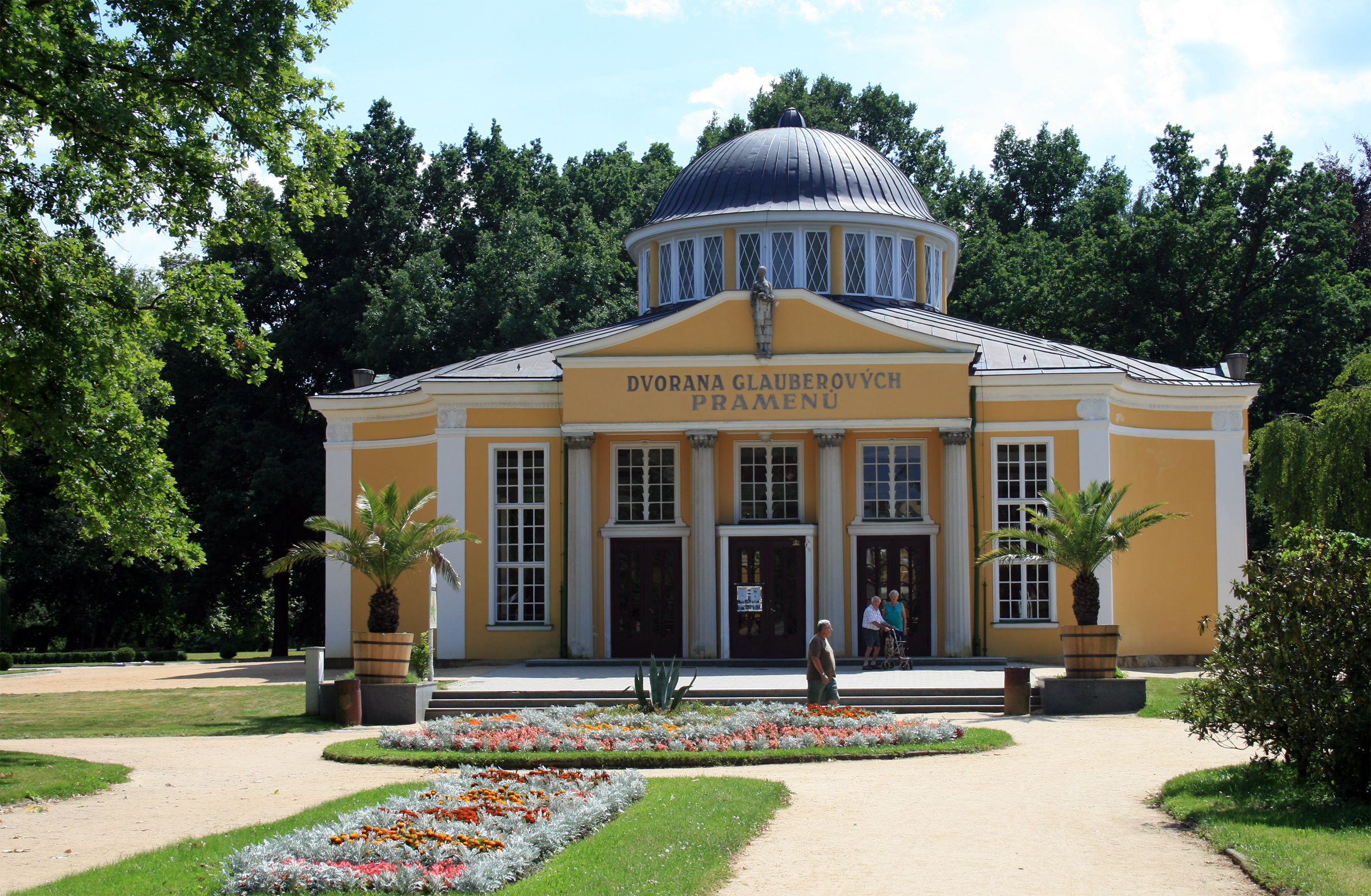

弗朗齊歇克礦泉村（捷克語：Františkovy Lázně，發音：[ˈfraɲcɪʃkovɪ ˈlaːzɲɛ] ⓘ）。原名Kaiser Franzensdorf，意为“帝国皇帝弗朗兹二世的村庄”，后改名为弗朗茲巴德（Franzensbad）。是捷克的城鎮，位於該國西部，距離首府卡羅維發利20公里，由卡羅維發利州負責管轄，面積25.74平方公里，海拔高度442米，2005年人口5,428。

## 外部連結
- Official site on Czech, English and German （页面存档备份，存于）
- Official site of the Spa corporation （页面存档备份，存于）